# ماريان بيت كيلاند
ماريان بيت كيلاند (بالنرويجية البوكمول: Marianne Beate Kielland)‏ هي مغنية ومغنية أوبرا نرويجية، ولدت في 12 أكتوبر 1975.

## وصلات خارجية
- الموقع الرسمي
- ماريان بيت كيلاند على موقع ميوزك برينز (الإنجليزية)
- ماريان بيت كيلاند على موقع أول ميوزيك (الإنجليزية)
- ماريان بيت كيلاند على موقع ديسكوغز (الإنجليزية)